# Hanusowo III
Hanusowo III – dawny folwark i leśniczówka. Tereny, na których leżały, znajdują się obecnie na Białorusi, w obwodzie witebskim, w rejonie miorskim, w sielsowiecie Turkowo.

## Historia
W czasach zaborów w powiecie dzisieńskim, w guberni wileńskiej Imperium Rosyjskiego. Pod koniec XIX wieku własność Paszkiewiczów i Żołmierowiczowej.
W latach 1921–1945 folwark i leśniczówka leżały w Polsce, w województwie wileńskim, w powiecie dziśnieńskim, w gminie Mikołajów.
Powszechnego Spis Ludności z 1921 roku nie podał danych dotyczących miejscowości. W 1931 folwark w 1 domu zamieszkiwało 8 osób a leśniczówkę w 1 domu zamieszkiwało 5 osób.
Wierni należeli do parafii rzymskokatolickiej w Dziśnie. Miejscowość podlegała pod Sąd Grodzki w Dziśnie i Okręgowy w Wilnie; właściwy urząd pocztowy mieścił się w Dziśnie.